# Neuleiningen
Neuleiningen település Németországban, Rajna-vidék-Pfalz tartományban. Lakosainak száma 792 fő (2023. december 31.).

## Népesség
A település népességének változása:
| Lakosok száma | 745  | 804  | 783  | 772  | 793  | 795  | 792  |
|               | 1975 | 2015 | 2017 | 2019 | 2021 | 2022 | 2023 |